# Portret nieznanego mężczyzny (obraz El Greca z 1614)
Portret nieznanego mężczyzny – obraz olejny przypisywany hiszpańskiemu malarzowi pochodzenia greckiego Dominikosowi Theotokopulosowi, znanemu jako El Greco. Jeden z pierwszych obrazów El Greca, który przyciągnął uwagę kolekcjonerów.

## Opis obrazu
Mężczyzna o nieznanej tożsamości, został przedstawiony w trzy czwartej postaci. Jest w średnim wieku, otyły, ma ciemny zarost i włosy. Jego nalana twarz skierowana jest na wprost a wzrok pewnie spogląda na widza. Czarny skafander zlewa się z ciemnym tłem, z którym natomiast kontrastuje biała duża kryza i białe mankiety. Mężczyzna ma przed sobą otwartą księgę a jego dłonie złożone są w geście wyjaśniającym jakąś kwestię. Motyw z otwartą księgą i gestami rąk El Greco wykorzystywał wielokrotnie w swoich portretach m.in. w Portrecie mężczyzny czy w Portrecie Francisca de Pisy.
Nie cały portret wyszedł z pod pędzla El Greca. Twarz mężczyzny jest dziełem mistrza, ale już dłonie zostały namalowane miękkimi pociągnięciami pędza a ich struktura wskazuje na ingerencje syna malarza Jorge’a Manuela. Podobny sposób malowania można zaobserwować w Portrecie Garcii Ibañeza Múgica de Bracamonte.

## Proweniencja
Obraz pod tytułem Herrera figurowało w zbiorach rodziny Ursais z Sewilli, do której należał aż do 1872, kiedy to został sprzedany Musée de Picardie w Paryżu. Wcześniej, pod tytułem Portret doktora Soria de Herrera był wymieniany w drugim wykazie dzieł Jorge Manuela.